# Postleitzahl (Mexiko)
In Mexiko sind die Postleitzahlen fünfstellig. Die ersten zwei Ziffern stehen für den Staat. Zusätzlich wird aber hinter den Ort eine Abkürzung des Namens des Staates nach einem Komma hinzugefügt, also zum Beispiel 21xxx Tijuana, BC.

## Die Staaten
| PLZ-Bereich | Abk. | Bundesstaat                                                                                    |
| ----------- | ---- | ---------------------------------------------------------------------------------------------- |
| 00-16       | DF   | Distrito Federal (als einziger kein Staat, sondern ein Territorium; es umfasst die Hauptstadt) |
| 20          | AG   | Aguascalientes                                                                                 |
| 21          | BC   | Baja California                                                                                |
| 22          | xx   | (Distrikte vorhanden, Orte unbekannt)                                                          |
| 23          | BS   | Baja California Sur                                                                            |
| 24          | CM   | Campeche                                                                                       |
| 25-27       | CO   | Coahuila de Zaragoza                                                                           |
| 28          | CL   | Colima                                                                                         |
| 29-30       | CS   | Chiapas                                                                                        |
| 31-33       | CH   | Chihuahua                                                                                      |
| 34-35       | DG   | Durango                                                                                        |
| 36-38       | GT   | Guanajuato                                                                                     |
| 39-41       | GR   | Guerrero                                                                                       |
| 42-43       | HG   | Hidalgo                                                                                        |
| 44-49       | JA   | Jalisco                                                                                        |
| 50-57       | MX   | México                                                                                         |
| 58-61       | MI   | Michoacán de Ocampo                                                                            |
| 62          | MO   | Morelos                                                                                        |
| 63          | NA   | Nayarit                                                                                        |
| 64-67       | NL   | Nuevo León                                                                                     |
| 68          | OA   | Oaxaca                                                                                         |
| 69-71       | xx   | (Distrikte vorhanden, Orte unbekannt)                                                          |
| 72-75       | PU   | Puebla                                                                                         |
| 76          | QT   | Querétaro de Arteaga                                                                           |
| 77          | QR   | Quintana Roo                                                                                   |
| 78-79       | SL   | San Luis Potosí                                                                                |
| 80-82       | SI   | Sinaloa                                                                                        |
| 83-85       | SO   | Sonora                                                                                         |
| 86          | TB   | Tabasco                                                                                        |
| 87-89       | TM   | Tamaulipas                                                                                     |
| 90          | TL   | Tlaxcala                                                                                       |
| 91-96       | VE   | Veracruz                                                                                       |
| 97          | YU   | Yucatán                                                                                        |
| 98-99       | ZA   | Zacatecas                                                                                      |